# Philipp Wiesinger
Philipp Wiesinger (Salisburgo, 23 maggio 1994) è un calciatore austriaco, difensore dell'Austria Vienna.

## Caratteristiche tecniche
È un difensore centrale.

## Carriera

### Club
Cresciuto nelle giovanili del Salisburgo, nel 2012 è stato acquistato dall'Anif. Ha esordito il 20 maggio 2012 in occasione del match vinto 2-1 contro il Pinzgau Saalfelden. Tra il 2013 e il 2016 gioca per il Liefering, poi nel 2016 viene acquistato dal LASK Linz, in Austria. Si toglie la soddisfazione di segnare il suo primo gol nelle coppe europee, contro il Manchester United all'Old Trafford negli ottavi di finale di Europa League (2-1 per i '' Red Devils'' il risultato finale, dopo il 5-0 dell'andata).

### Nazionale
Nel 2020 ha giocato una partita con la nazionale maggiore austriaca, durante la quale ha anche segnato una rete.

## Palmarès

### Club

#### Competizioni nazionali
- Erste Liga: 1

LASK: 2016-2017